# Staročernsko

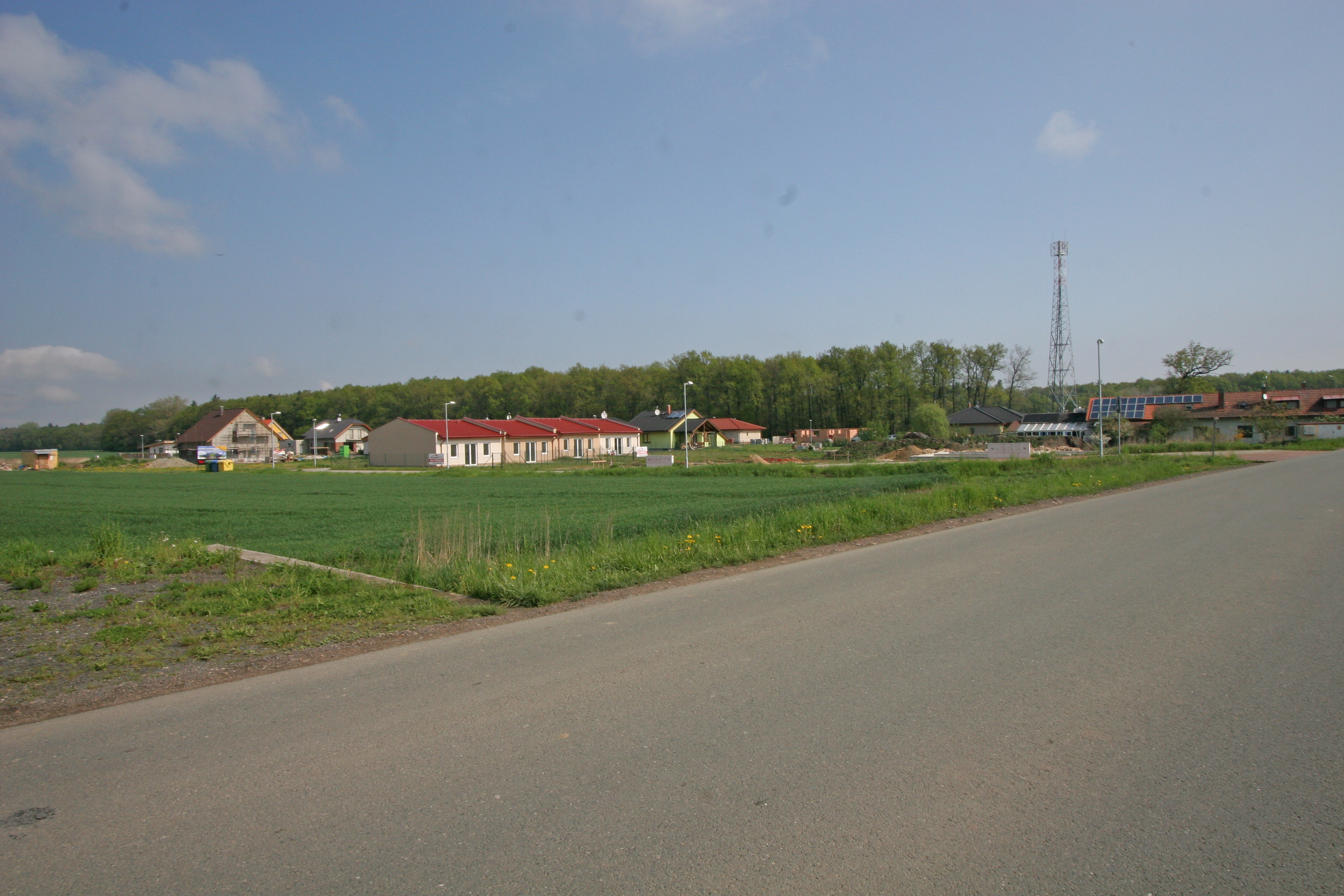
Siedlung Na Hrázi

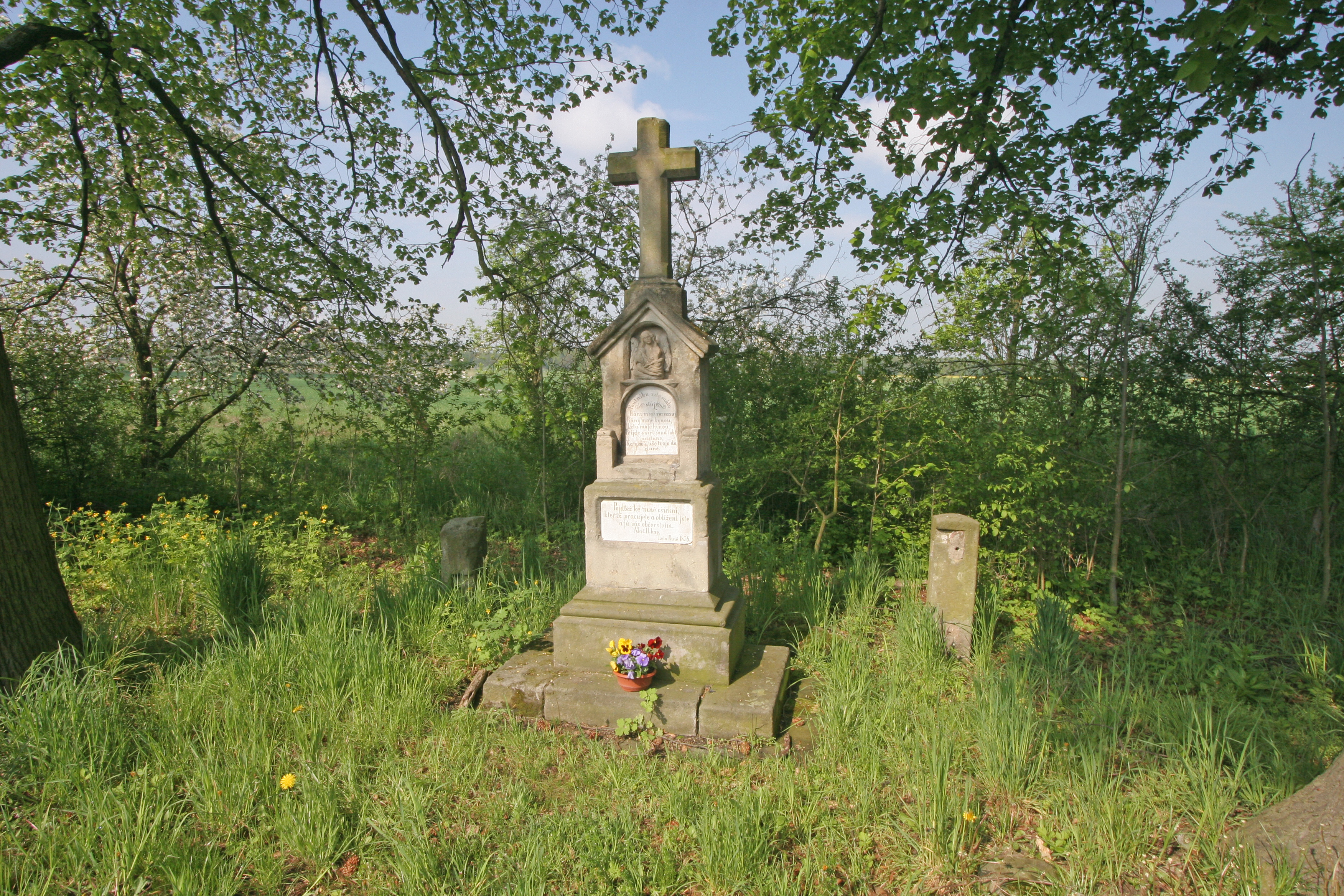
Kreuz

Staročernsko (deutsch Gunstdorf) ist ein Ortsteil der Stadt Pardubice im Okres Pardubice in Tschechien. Er liegt fünf Kilometer östlich des Stadtzentrums von Pardubice und gehört zum Stadtteil Pardubice IV.

## Geographie
Staročernsko befindet sich in der Polabská rovina (Elbniederung) am Entwässerungsgraben Spojilský odpad. Nördlich erstreckt sich der Wald Bělobranská dubina. Im Nordosten erhebt sich der Vesecký kopec (238 m n.m.). Südlich des Dorfes verläuft die Bahnstrecke Česká Třebová–Praha.
Nachbarorte sind Na Hrázi, Počapelské Chalupy und Zámostí im Norden, Veská und Lány u Dašic im Nordosten, Malolánské im Osten, Zmínný und Pod Dubem im Südosten, Žižín und Černá za Bory im Süden, Pardubičky im Südwesten, Slovany und Studánka im Westen sowie Sídliště Dubina und Spojil im Nordwesten.

## Geschichte
Im Zuge der Raabisation beschloss die Verwaltung der Kameralherrschaft Pardubitz 1780 die Aufteilung eines Teils des Brachlandes und der uneinträglichen Gutsflächen sowie die emphyteutische Überlassung der Parzellen an Siedler. Auf den Gründen der trocken liegenden Fischteiche Staročernský rybník, Strejček, Spojil und Studánka wurden 52 Siedlerparzellen vergeben und damit die neuen Dörfer Spojil, Gunstdorf und Studánka gegründet.
Die Häuserzeile Gunstdorf entstand 1781 auf der Teichstätte Staročernský rybník. Die Siedler waren deutschsprachige Emigranten aus der Grafschaft Glatz, sie nannten das neue Dorf bald Kunstdorf. Haupterwerbsquelle bildete die Landwirtschaft; auf dem Teichboden wurde Gemüse – vor allem Kohl – angebaut. Die Kinder besuchten die deutsche Schule in Veská.
Im Jahre 1835 bestand das im Chrudimer Kreis gelegene Dominikaldorf Gunstdorf bzw. Kunstdorf aus 13 Häusern, in denen 122 Personen, darunter eine protestantische Familie, lebten. Pfarrort war Sezemitz. Zwischen 1842 und 1845 wurde südlich des Dorfes die k.k. Nördliche Staatsbahn angelegt. Bis zur Mitte des 19. Jahrhunderts blieb Gunstdorf der k.k. Kameralherrschaft Pardubitz untertänig. In dieser Zeit entstand auch der tschechische Ortsname Staročensko.
Nach der Aufhebung der Patrimonialherrschaften bildete Staročensko / Gunstdorf ab 1849 einen Ortsteil der Gemeinde Spojil im Gerichtsbezirk Pardubitz. Ab 1868 gehörte das Dorf zum Bezirk Pardubitz. 1869 hatte Staročensko 68 Einwohner und bestand aus 12 Häusern. Im Jahre 1878 wurden die Kinder in die neue tschechische Schule in Černá za Bory umgeschult. Zum Ende des 19. Jahrhunderts wurde das Dorf als Staročenské bezeichnet. Zu Beginn des 20. Jahrhunderts war die deutschstämmige Bevölkerung von Staročenské assimiliert; jedoch wurde in dem Dorf ein eigenartiger Dialekt gesprochen, über den in den Nachbarorten gespöttelt wurde.
Im Jahre 1900 lebten in Staročensko 89 Menschen, 1910 waren es 81. 1914 löste sich Staročensko von Spojil los und bildete eine eigene Gemeinde. Nach dem Ersten Weltkrieg wurde auf dem Damm des ehemaligen Staročernský rybník die Straße zwischen Černá za Bory und Sezemice angelegt; am Rande des Sezemitzer Waldes entstand an der Straße die aus drei Häusern bestehende Rotte Na Hrázi. Seit 1924 wird Staročernsko als amtlicher Gemeindename verwendet. 1930 bestand das Dorf aus 19 Häusern und hatte 92 Einwohner, davon 88 Katholiken und vier Protestanten. Sämtliche Einwohner bekannten sich zur tschechischen Volksgruppe. 1949 wurde die Gemeinde dem Okres Pardubice-okolí zugeordnet, seit 1960 gehört sie wieder zum Okres Pardubice. Im Jahre 1961 erfolgte die Eingemeindung nach Černá za Bory; seit 1976 ist Staročernsko ein Ortsteil von Pardubice. 1994 wurde das Dorf dem 4. Stadtbezirk zugeordnet. Beim Zensus von 2001 bestand Staročernsko aus 21 Häusern und hatte 45 Einwohner. Nach 2005 erfuhr das Dorf eine starke Erweiterung; sowohl östlich der alten Häuserzeile von Staročernsko als auch bei Na Hrázi entstanden neue Wohngebiete. Im Jahre 2008 wurden die Straßen benannt. Zu Beginn des Jahres 2019 lebten in Staročernsko 202 Personen.

## Ortsgliederung
Der Ortsteil Staročernsko bildet einen Katastralbezirk. Zu Staročernsko gehört die Ansiedlung Na Hrázi.

## Sehenswürdigkeiten
- Steinernes Kreuz, errichtet 1876
- Glockentürmchen